# Re-sublimity
「Re-sublimity」（リ・サブリマティ）は、KOTOKOのメジャー2作目のシングル。2004年11月17日にジェネオンエンタテインメントから発売された。

## 概要
初回限定盤と通常盤の2種類がリリースされ、初回限定盤には「Re-sublimity」のプロモーションビデオと『神無月の巫女』のプロモーションビデオを収録されたDVDが封入された。
価格は通常盤が1,260円、初回限定盤が2,100円。品番は通常盤がGNCA-0006、初回限定盤がGNCA-0005。
KOTOKOのセカンドアルバム『硝子の靡風』に「Re-sublimity」が収録されている。日本語で読むと「リ・サブリミティ」だが、カタカナ、日本語読みでの正式な表記は「リ・サブリマティ」である。これは、正確な発音に基づくもので、どちらかといえば「マ」に近いことからそうなった。ラジオなどでの曲紹介も「リ・サブリマティ」といっている。ちなみに2曲目の「agony」も「アゴニー」ではなく「アガニー」と読む。
3曲目の『Suppuration -core-』は、2004年に行われたKOTOKOのライブツアー「KOTOKO FIRST LIVE TOUR 2004 <羽 -hane->」のパンフレット付属CDに収録されていた『Suppuration』のアレンジバージョンである。

## チャート成績
2004年11月16日付オリコンデイリーチャートで初登場6位をチャートインし、2004年11月29日付オリコン週間チャートで初登場8位を記録。オリコンチャート登場回数は12回。初動25,499枚、累計50,119枚のセールスを記録。KOTOKOのシングルとしては歴代1位の売上枚数を記録している（オリコン調べ）。

## 収録曲

### CD
1. Re-sublimity [5:19]
作詞：KOTOKO／作曲・編曲：高瀬一矢
  - テレビアニメ『神無月の巫女』オープニングテーマ
2. agony [4:22]
作詞：KOTOKO／作曲・編曲：中沢伴行
  - テレビアニメ『神無月の巫女』エンディングテーマ
3. Suppuration -core- [5:37]
作詞：KOTOKO／作曲・編曲：高瀬一矢
  - テレビアニメ『神無月の巫女』挿入歌
4. Re-sublimity（Karaoke ver.）
5. agony（Karaoke ver.）

### DVD
1. 「Re-sublimity」 <KOTOKO> プロモーションビデオ
2. 「Suppuration -core-」 <神無月の巫女> プロモーションビデオ

## 収録作品
| 曲名                   | 収録作品名                                     | 発売日         | 備考                                                   |
| ---------------------- | ---------------------------------------------- | -------------- | ------------------------------------------------------ |
| 「Re-sublimity」       | 硝子の靡風                                     | 2005年6月8日   |                                                        |
| 「Re-sublimity」       | master groove circle                           | 2008年9月24日  | Shiva Jorg & HARD STUFF remixとして収録                |
| 「Re-sublimity」       | KOTOKO ANIME'S COMPILATION BEST                | 2009年12月23日 |                                                        |
| 「Re-sublimity」       | KOTOKO Anime song's complete album "The Fable" | 2020年11月17日 |                                                        |
| 「agony」              | tears cyclone -醒-                             | 2019年6月26日  | 早期購入特典CDにDark of Crystal arrange ver.として収録 |
| 「agony」              | KOTOKO Anime song's complete album "The Fable" | 2020年11月17日 |                                                        |
| 「Suppuration -core-」 | master groove circle                           | 2008年9月24日  | G･M･S Re-mixとして収録                                 |
| 「Suppuration -core-」 | KOTOKO Anime song's complete album "The Fable" | 2020年11月17日 |                                                        |

## カヴァー
- 2007年9月19日 - 中原龍太郎 feat. chum - アルバム『EXIT TRANCE PRESENTS CODE SPEED アニメトランス BEST』に収録されている。
- 2008年2月27日 - 松下美保 - アルバム『Hi-SPEED キラキラ JK』に収録されている。
- 2009年3月7日 - 松澤由美 - アルバム『JAPAN ANIMESONG COLLECTION VOL.18』に収録されている。
- 2010年12月1日 - 流田Project - アルバム『流田P』に収録されている。